# Jim Crow-lovene
Jim Crow-lovene var et sæt af love i USA, der i perioden mellem 1876 og 1965 var gældende i forskellige amerikanske stater. Lovgivningen ligestillede formelt sorte og hvide amerikanere, men påbød en adskillelse af de offentligt tilgængelige områder, som sorte og hvide amerikanere kunne færdes i, eksempelvis skoler, hospitaler, busser og restauranter. I realiteten indebar lovene, at den sorte befolkningsgruppe blev påført en række ulemper i forhold til den hvide befolkningsgruppe. 
Jim Crow-lovene indebar ikke en indskrænkning i sorte amerikaneres borgerrettigheder. Borgerrettighederne var dog i perioder begrænset af andre love (de såkaldte Black Codes).
Jim Crow-lovene blev afviklet i perioden fra 1954, hvor den amerikanske højesteret afsagde en dom, der erklærede en række raceadskillelseslove forfatningsstridige. De resterende Jim Crow-love blev ophævet i forbindelse med vedtagelsen af en række love i 1964 og 1965 om borgerrettigheder og stemmeret til sorte amerikanere. Lovene er et godt eksempel på racisme, da der blev gjort meget ud af at de sorte ikke måtte være i kontakt med de hvide. 

## Eksterne kilder og henvisninger
- Videoserie om Jim Crow-lovene Arkiveret 13. januar 2012 hos  Wayback Machine